# اگری کپرو
اِگری کُپرو (به ترکی: Eğri Köprü) به معنای پل خم یا پل منحنی، یک پل قوسی سنگی است که بر روی رودخانه قزل‌ایرماق در سه کیلومتری (جنوب شرقی) مرکز سیواس در آناتولی مرکزی، ترکیه قرار دارد. این پل در بخش کارداشلِر شهر، در جاده سیواس به مالاتیا و به طرف سوریه و بین‌النهرین قرار دارد.